# Universidad Estatal de Connecticut Central
La Universidad Estatal de Connecticut Central (Central Connecticut State University en idioma inglés) es una universidad pública ubicada en New Britain (Connecticut), Estados Unidos.
Es la universidad pública con más antigüedad de Connecticut, y está en tercer puesto si se toman en cuenta todas las universidades del estado, habiendo sido fundada en 1849.

## Escuela normal de Nueva Bretaña
En un comienzo la escuela fue fundada como una escuela normal para formar profesores. Esta fue la sexta escuela normal en ser fundada en los Estados Unidos.